# Segura de la Sierra
Segura de la Sierra és un municipi de la província de Jaén, pertanyent a la Comarca Sierra de Segura situat al nord-est d'Andalusia.
Segons fonts de l'INE, el 2005 tenia 1.771 habitants. El seu terme municipal és el més disgregat de la província, arribant a tenir quatre nuclis a part del nucli principal. Els cinc enclavaments es troben dins del Parc Natural de la Serra de Cazorla i enquadren a un total de 18 nuclis de població, 13 d'ells poblats, sent l'Entitat local menor de Cortijos Nuevos la major, després del nucli principal.